# Mien Van Olmen
Mientje (Mien) Van Olmen (Herentals, 12 oktober 1973 is een Belgisch politica voor CD&V.

## Levensloop
Van Olmen groeide op in een tuinbouwersgezin. Haar secundair onderwijs doorliep ze aan het Sint-Jozefinstituut te Herentals. Vervolgens studeerde ze aan de Rijksuniversiteit Gent, alwaar ze in 1996 afstudeerde als burgerlijk werkbouwkundig elektrotechnisch ingenieur. Beroepshalve werd ze burgerlijk ingenieur.
In oktober 2000 was ze voor het eerst kandidate bij de lokale verkiezingen, zowel voor de gemeenteraad van Herentals als voor de provincieraad van Antwerpen. Als kandidate van de CVP-Jongeren werd ze verkozen tot gemeenteraadslid. In oktober 2006 kreeg ze de tweede plaats op de kieslijst van CD&V voor de gemeenteraad van Herentals. Ze behaalde meer dan duizend voorkeurstemmen en werd schepen van Ruimtelijke Ordening, Milieu- en Groenvoorzieningen en Landbouw. Ze werd in oktober 2006 eveneens verkozen tot provincieraadslid van Antwerpen en bleef deze functie uitoefenen tot in 2024. In 2010 was Van Olmen net als haar tweelingzus Griet kandidate voor de parlementsverkiezingen. Alhoewel ze meer dan 10.000 stemmen haalde geraakte ze niet verkozen. Na de gemeenteraadsverkiezingen van 2012 bleef ze schepen met dezelfde bevoegdheden.
Bij de gemeenteraadsverkiezingen van oktober 2018 was Van Olmen lijsttrekker voor CD&V. Hoewel de N-VA de grootste partij werd, lieten ze het burgemeesterschap aan Van Olmen. In oktober 2023 zette ze tijdelijk een stap terug als burgemeester wegens ziekte. Ze werd in deze hoedanigheid vervangen door partijgenoot en tweede schepen Jan Michielsen, tot ze in januari 2024 haar functies weer opnam.
Voor de Vlaamse verkiezingen van 9 juni 2024 kreeg Van Olmen de derde plaats op de CD&V-lijst in de kieskring Antwerpen. Met 13.145 voorkeurstemmen raakte ze verkozen in het Vlaams Parlement. Ze werd er eerste ondervoorzitter van de commissie Leefmilieu, Natuur en Ruimtelijke Ordening.
Bij de lokale verkiezingen van oktober 2024 ambieerde Van Olmen geen verlenging van haar burgemeestersambt en werd ze lijstduwer op de CD&V-lijst in Herentals. De partij werd echter afgestraft, viel terug van zes naar drie zetels en was nog maar de vierde grootste partij in de gemeenteraad, waardoor ze in de oppositie belandde. Van Olmen werd wel nog herkozen als gemeenteraadslid, maar besloot haar mandaat niet op te nemen.
Van Olmen is moeder van vijf dochters.